# Cleopatra (película de 2003)
Cleopatra es una comedia romántica argentina estrenada el 14 de agosto de 2003 y dirigida por Eduardo Mignogna.

## Argumento
Cleopatra (Norma Aleandro) es una maestra que se acaba de jubilar. Hasta ese momento había vivido feliz junto a su marido y ejerciendo de profesora, pero al jubilarse pasa por un momento difícil ya que no sabe a qué dedicar su tiempo libre. Es por ello que decide pasárselo bien haciendo locuras.
Por otro lado, Sandra (Natalia Oreiro) es una estrella televisiva con grandes problemas de autoestima. Además, Sandra vive cansada de que los demás decidan por ella, por lo que decide embarcarse en una aventura con Cleopatra.
Cansadas de su rutina, ambas mujeres se lanzan a vivir un fin de semana de locuras, en el que acabarán replanteándose su vida. Durante el trayecto conocen a Carlos, un camionero que se une con ellas en su viaje.

## Reparto
- Norma Aleandro como Cleopatra.
- Natalia Oreiro como Sandra.
- Leonardo Sbaraglia como Carlos.
- Héctor Alterio como Roberto.
- Alberto De Mendoza como Víctor.
- Boy Olmi como Francis.[2]

## Producción
Cleopatra fue producida por Carlos Mentasti y Pablo Bossi. Las empresas encargadas de producir la película fueron ALQUIMIA CINEMA S.A., una empresa española que produjo el 50%, y PATAGONIK FILM GROUP, una empresa argentina que se encargó del otro 50%.

## Banda sonora
| Canción                 | Compositor                                     |
| ----------------------- | ---------------------------------------------- |
| Balada de Cleo          | Paco Ortega y Eduardo Mignogna                 |
| Canción de amor         | Chango Spasiuk                                 |
| Casa Manada             | A. Da Costa                                    |
| Deja que caiga la noche | Rodolfo González                               |
| Distancia               | Chango Spasiuk                                 |
| El túnel de Paco        | Paco Ortega                                    |
| Loco, loquito, loco     | Rodrigo                                        |
| Puentecito de mi río    | Antonio Tormo, Diego Benítez y Eusebio Dojorti |
| ¿Qué tal?               | Ricardo Mollo y Diego Arnedo                   |
| Rumba de Cleo           | Paco Ortega y Eduardo Mignogna                 |
| Vals de Cleo            | Paco Ortega                                    |

## Subvenciones
La película de Cleopatra fue subvencionada por Ayudas a la Amortización de Largometrajes (General) con una aportación de 559.896,72 € y por Ayudas a la Minoración de Intereses (Producción), la cual aportó 20.912,13 €.

## Críticas
"Cleopatra, película menor, de las de relleno, es disparada a alturas mayores por Norma Aleandro y tres intérpretes con su talento espoleado por una actriz inmensa que tira de ellos." Ángel Fernández Santos: Diario El País.
"Un relato algo previsible e insustancial que parece más de lo que es gracias a los recursos expresivos de Norma Aleandro, actriz portentosa." Alberto Bermejo: Diario El Mundo.

## Premios
| Premios obtenidos                                | Sección                        |
| ------------------------------------------------ | ------------------------------ |
| 18Th Fort Lauderdale International Film Festival | Mejor película extranjera      |
| 18Th Fort Lauderdale International Film Festival | Mejor actriz (Norma Alejandro) |
| Festival De Cine De Montreal                     | Premio del público             |